# Vera Mantero
Vera Mantero (Lisboa, 1966) é uma bailarina e coreógrafa portuguesa, Prémio Almada (2001) e Prémio Gulbenkian Arte (2009).

## Biografia
Irmã de Ana Isabel Alves Mantero e de Luís Miguel Alves Mantero, é filha de José Manuel Moreira Rato Mantero (3 de Maio de 1942) e de sua mulher Maria Laura Kruss Gomes Alves, de ascendência materna Alemã, e neta paterna de Manuel de Matos Mantero (Lisboa, Santos-o-Velho - ?), filho de pai Espanhol, e de sua mulher Maria Luísa Marques Moreira Rato (1923 - ?), filha de Alberto Moreira Rato e de sua mulher Maria da Piedade Marques e neta paterna de Joaquim Moreira Rato e de sua mulher e prima-irmã Josefa da Conceição Moreira Rato (3 de Novembro de 1854 - ?), duma família da Burguesia Lisboeta do século XIX.
Entre 1976 e 1984 estudou dança clássica com Anna Mascolo.
Em 1984 Vera Mantero iniciou a sua profissionalmente carreira ingressando no Ballet Gulbenkian, onde ficaria até 1989, após ter passado a bailarina-solista na temporada 1987-1988. Segue-se um ano de estudos em Nova Iorque e o abandono definitivo da dança clássica, criando um projecto coreográfico em nome próprio.
A sua primeira experiência coreográfica começou logo em 1987, com Ponto de interrogação (1987), depois de no ano anterior ter participado, como bailarina, num curso internacional de coreógrafos e compositoes em Guildford e de ter participado vários workshops.
Desde 1991, o seu trabalho tem sido mostrado, a solo ou em grupo, por toda a Europa, Argentina, Brasil, EUA, Canadá, Coreia do Sul e Singapura.
Dos seus trabalhos destacam-se os solos Talvez Ela Pudesse Dançar Primeiro e Pensar Depois (1991), Olímpia (1993), Uma Misteriosa Coisa, Disse o E.E.Cummings* (1996), O que podemos dizer do Pierre (2011) e Os Serrenhos do Caldeirão - Exercícios em Antropologia Ficcional (2012), assim como as peças de grupo Sob (1993), Para Enfastiadas e Profundas Tristezas (1994), Poesia e Selvajaria (1998), kɘ supˈɔɾtɐ i sɘpˈaɾɐ i kõtˈɐj uʃ dˈojʃ mˈuduʃ i õdˈulɐ (2002) e Até que Deus É Destruído pelo Extremo Exercício da Beleza (2006).
Desde 2000 Vera Mantero dedica-se igualmente ao trabalho de voz, cantando repertório de vários autores e co-criando projectos de música experimental.              
O seu trabalho artístico tem sido amplamente reconhecido, com vários prémios ou através de iniciativas como a apresentação de uma retrospectiva do seu trabalho, organizada pela Culturgest em 1999, intitulada “Mês de Março, Mês de Vera” ou a representação portuguesa na 26.ª Bienal de São Paulo, em 2004, com  Comer o Coração, uma obra criada em parceria com o escultor Rui Chafes. O jornal brasileiro O Globo elegeu Os Serrenhos do Caldeirão - Exercícios em Antropologia Ficcional como uma das 10 melhores peças de dança apresentadas em 2014.

"Para mim a dança não é um dado adquirido. Acredito que quanto menos o adquirir mais próxima estarei dela. Uso a dança e o trabalho performativo para perceber aquilo que necessito de perceber.  Deixei de ver sentido num performer especializado numa disciplina (um bailarino ou um actor ou um cantor ou um músico) e passei a ver sentido num performer especializado no todo. A vida é um fenómeno terrivelmente complicado e rico e vejo o trabalho que faço como uma luta contínua contra o empobrecimento do espírito, o meu e o dos outros, luta que considero essencial agora e sempre."

 Vera Mantero
Em 2013 e 2014 criou as instalações performativas Oferecem-se Sombras e o ciclo "Mais Pra Menos Que Pra Mais", este último projecto organizado com o Teatro Maria Matos e a Culturgest envolvendo concertos, dança, workshops para crianças, oficinas de desenho, visitas guiadas aos espaços hortícolas, uma marcha, um congresso no Teatro Maria Matos e ainda uma instalação de cinema nas montras e lojas em Lisboa. Estes projectos, bem como a O Limpo e o Sujo, estreado no Teatro Maria Matos em Abril de 2016, no âmbito do ciclo "As Três Ecologias" a partir do ensaio Les Trois Écologies, do filósofo francês Félix Guattari, tratam da questão da sustentabilidade.
A cidade do Fundão dedicou um ano à artista (Abril 2015 – Abril 2016), com um projecto intitulado “Passagem #2”, que inclui a apresentação de vários espectáculos, o trabalho com alunos de várias escolas locais e a recriação de Comer o Coração para o circuito de arvorismo do Parque do Convento, no Fundão. A nova versão, designada Comer o Coração nas Árvores, seria apresentada, em 2016, no Jardim Botânico de Coimbra, para a qual Rui Chafes prepara uma nova escultura.
Integra, desde 2014, o elenco da versão portuguesa de Quizoola!, de Tim Etchells/Forced Entertainment, ao lado de Jorge Andrade e Pedro Penim. Vera Mantero foi convidada por Boris Charmatz para integrar 20 Dancers for the XX Century, um arquivo vivo dos solos coreográficos mais representativos do século XX, que teve lugar na Tate Modern (Londres) e na Opéra de Paris / Palais Garnier (Paris) em 2015, e que abriria o Tanzkongress na Staatsoper, em Hannover, em Junho de 2016, e no qual participa com alguns dos seus solos dos anos 1990. Colabora regularmente em projectos internacionais de improvisação, ao lado de improvisadores e coreógrafos como Lisa Nelson, Mark Tompkins, Meg Stuart e Steve Paxton.
Lecciona regularmente composição e improvisação, em Portugal e no estrangeiro.

### Distinções
- 1990 - Prémio Se7e Melhor Coreografia, por Uma Rosa de Músculos (1989)
- Prémio Almada (2001), na área da Dança, atribuído pelo Instituto Português das Artes do Espectáculo (IPAE), do Ministério da Cultura, enquanto criadora, em 2002. Nesse mesmo ano seriam também distinguidos o Hot Clube de Portugal (Música) e o encenador Rogério de Carvalho (Teatro)[7]
- Prémio Gulbenkian Arte (2009) por ser "uma das artistas mais criativas e singulares da cena nacional, com uma sólida carreira construída ao longo de mais de duas décadas"[3]

## Obras
- Ponto de interrogação (1987)[1]
- Uma Rosa de Músculos (1989)[1][8]
- As Quatro Fadinhas do Apocalipse (1989) para o Estúdio Experimental do Ballet Gulbenkian[1][8]
- Talvez Ela Pudesse Dançar Primeiro e Pensar Depois (1991)[8]
- Sob (1993)[8]
- Para Enfastiadas e Profundas Tristezas (1994)[8]
- Olímpia (1995)[8]
- Uma Misteriosa Coisa, Disse o E.E. Cummings (1995)[8]
- A Dança do Existir (1997)[8]
- Vamos Sentir Falta de Tudo Aquilo de que não Precisamos (2010)[9]
- Oferecem-se Sombras (2013)[5]
- Uma Horta em Cada Esquina (2014) Ciclo "Mais Pra Menos Que Pra Mais" [5]
- Os Serrenhos do Caldeirão - Exercícios em Antropologia Ficcional (2016)[10]
- O Limpo e o Sujo (2016) Ciclo "As Três Ecologias"[6]
- Pão Rico (2017)[11]